# Fissurella rosea
Fissurella rosea là một loài ốc biển, là động vật thân mềm chân bụng sống ở biển thuộc họ Fissurellidae.

## Phân bố

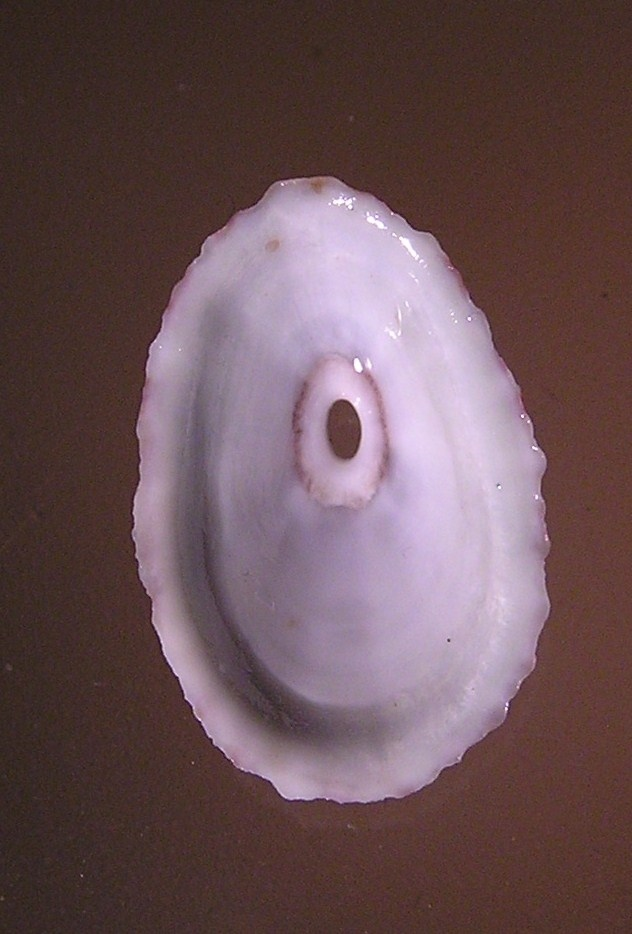
Fissurella rosea, basal view